# 刀宗汉
刀宗汉（1903年—1944年8月14日），字良臣，傣名召贯叫，勐海土司。

## 生平
刀宗汉是勐海土司刀柱国之子。1919年其父病逝后，刀宗汉继任土司之位。此后，他曾兼任佛海县建设局副局长。1935年勐海区成立后，刀宗汉出任勐海区区长。
刀宗汉于1928年组织成立了掸民茶业合作社，以振兴民族工商业。1930年，改名新民茶庄。1931年，他作为工程总指挥组织修建了从佛海通往车里县、南峤县的马路。1932年，他加入了李佛一、周丕儒的佛海茶业贸易公司。1936至1937年，他组织复修了勐海至勐遮与勐海坝区村寨间的道路。1939年，他又与缅甸景栋土司协商一同修建了从佛海至景栋的马路。抗日战争爆发后，国民革命军第93师退守车佛南，刀宗汉组织当地民众投入后勤工作。1944年，他因病去世。

## 家庭
刀宗汉的子女有：
- 长女：刀卉芳（1921年－2001年），曾任西双版纳傣族自治州政协副主席
- 长子：刀述仁（1935年－），中国佛教协会副会长、全国政协常委
- 次子：刀述信（1937年－），原勐海县政协副主席
- 三子：刀学明，任职于西双版纳自治州歌舞团